# Chico Landi
Francisco Sacco „Chico“ Landi (* 14. Juli 1907 in São Paulo; † 7. Juni 1989 ebenda) war ein brasilianischer Automobilrennfahrer. Chico Landi war der erste Brasilianer, der in der Formel-1-Ära der 1950er-Jahre Eindruck auf die Fachwelt machte.

## Karriere
Chico Landis Motorsportkarriere begann in den 1930er-Jahren bei Rennen in Brasilien, er gewann dreimal den Großen Preis von Rio de Janeiro (1941, 1947 und 1948). Dieser wurde auf dem anspruchsvollen, mit Serpentinen bestückten Circuito da Gávea, die den Spitznamen „Sprungbrett des Teufels“ trug, ausgetragen. Bei Rennen in Argentinien 1947 wurde man international auf ihn aufmerksam, und so startete er als erster Brasilianer in Europa. 1948 gewann er den Formel-2-Gran-Premio di Bari (gegen so bekannte Piloten wie Luigi Villoresi, Achille Varzi, Tazio Nuvolari und Giuseppe Farina).
In den 1950er-Jahren fuhr Landi private Ferraris und Maseratis bei diversen Einsätzen. Seine beste Platzierung erzielte er in der Automobil-Weltmeisterschaft 1956 beim Grand Prix von Argentinien in Buenos Aires, als er auf einem Maserati 250F, im Rennen abgelöst von Gerino Gerini, den 4. Platz erreichte.
Wenig später wandte er sich mehr seinem eigentlichen Beruf zu: Wie viele seiner englischen und französischen Fahrerkollegen jener Zeit, betrieb auch er eine KFZ-Ersatzteil- und Reparaturwerkstatt in seiner Heimatstadt.
Zum Motorsport kehrte Landi jedoch zum Ende seines Lebens als Funktionär wieder zurück. Als Manager des Rennkurses von Interlagos sollte der immerhin 78-Jährige von 1985 an für die Konsolidierung der Strecke sorgen. Vier Jahre später enthob ihn der neugewählte Bürgermeister dieser Stadt von seinem Posten. Nur wenige Monate später starb Landi, der es immerhin noch erlebt hatte, dass mit Emerson Fittipaldi, Nelson Piquet und Ayrton Senna drei Landsleute in der Formel 1 um den Titel mitfuhren.

## Statistik

### Statistik in der Automobil-Weltmeisterschaft

#### Gesamtübersicht
| Saison                | Team                      | Chassis        | Motor           | Rennen | Siege | Zweiter | Dritter | Poles | schn. Rennrunden | Punkte | WM-Pos. |
| --------------------- | ------------------------- | -------------- | --------------- | ------ | ----- | ------- | ------- | ----- | ---------------- | ------ | ------- |
| 1951                  | Francisco Landi           | Ferrari 375/50 | Ferrari 4.5 V12 | 1      | −     | −       | −       | −     | −                | −      | NC      |
| 1952                  | Escuderia Bandeirantes    | Maserati A6GCM | Maserati 2.0 L6 | 2      | −     | −       | −       | −     | −                | −      | NC      |
| 1953                  | Escuderia Bandeirantes    | Maserati A6GCM | Maserati 2.0 L6 | 1      | −     | −       | −       | −     | −                | −      | NC      |
| 1953                  | Scuderia Milano           | Maserati A6GCM | Maserati 2.0 L6 | 1      | −     | −       | −       | −     | −                | −      | NC      |
| 1956                  | Officine Alfieri Maserati | Maserati 250F  | Maserati 2.5 L6 | 1      | −     | −       | −       | −     | −                | 1,5    | 25.     |
| colspan="4" \| Gesamt | 6                         | −              | −               | −      | −     | −       | 1,5     |       |                  |        |         |

#### Einzelergebnisse
| Saison | 1 | 2 | 3   | 4 | 5   | 6   | 7   | 8   | 9 |
| ------ | - | - | --- | - | --- | --- | --- | --- | - |
| 1951   |   |   |     |   |     |     |     |     |   |
|        |   |   |     |   | DNA | DNF | DNA |     |   |
| 1952   |   |   |     |   |     |     |     |     |   |
|        |   |   | DNA |   |     | 9   | 8   |     |   |
| 1953   |   |   |     |   |     |     |     |     |   |
|        |   |   |     |   |     |     | DNF | DNF |   |
| 1956   |   |   |     |   |     |     |     |     |   |
| 4      |   |   |     |   |     |     |     |     |   |

| Legende  | Legende            | Legende                                                          |
| Farbe    | Abkürzung          | Bedeutung                                                        |
| -------- | ------------------ | ---------------------------------------------------------------- |
| Gold     | –                  | Sieg                                                             |
| Silber   | –                  | 2. Platz                                                         |
| Bronze   | –                  | 3. Platz                                                         |
| Grün     | –                  | Platzierung in den Punkten                                       |
| Blau     | –                  | Klassifiziert außerhalb der Punkteränge                          |
| Violett  | DNF                | Rennen nicht beendet (did not finish)                            |
| Violett  | NC                 | nicht klassifiziert (not classified)                             |
| Rot      | DNQ                | nicht qualifiziert (did not qualify)                             |
| Rot      | DNPQ               | in Vorqualifikation gescheitert (did not pre-qualify)            |
| Schwarz  | DSQ                | disqualifiziert (disqualified)                                   |
| Weiß     | DNS                | nicht am Start (did not start)                                   |
| Weiß     | WD                 | zurückgezogen (withdrawn)                                        |
| Hellblau | PO                 | nur am Training teilgenommen (practiced only)                    |
| Hellblau | TD                 | Freitags-Testfahrer (test driver)                                |
| ohne     | DNP                | nicht am Training teilgenommen (did not practice)                |
| ohne     | INJ                | verletzt oder krank (injured)                                    |
| ohne     | EX                 | ausgeschlossen (excluded)                                        |
| ohne     | DNA                | nicht erschienen (did not arrive)                                |
| ohne     | C                  | Rennen abgesagt (cancelled)                                      |
| ohne     | keine WM-Teilnahme |                                                                  |
| sonstige | P/fett             | Pole-Position                                                    |
| sonstige | 1/2/3/4/5/6/7/8    | Punktplatzierung im Sprint-/Qualifikationsrennen                 |
| sonstige | SR/kursiv          | Schnellste Rennrunde                                             |
| sonstige | *                  | nicht im Ziel, aufgrund der zurückgelegten Distanz aber gewertet |
| sonstige | ()                 | Streichresultate                                                 |
| sonstige | unterstrichen      | Führender in der Gesamtwertung                                   |

### Einzelergebnisse in der Sportwagen-Weltmeisterschaft
| Saison | Team     | Rennwagen     | 1   | 2   | 3   | 4   | 5   |
| ------ | -------- | ------------- | --- | --- | --- | --- | --- |
| 1956   | Maserati | Maserati 300S | BUA | SEB | MIM | NÜR | KRI |
| 1956   | Maserati | Maserati 300S | DNF |     |     |     |     |